# Энгельс, Герт
Герт Йозеф Артур Энгельс (нем. 	Gert Josef Arthur Engels; род. 26 апреля 1957, Дюрен, Северный Рейн-Вестфалия) — западногерманский футболист, немецкий футбольный тренер.

## Карьера
В качестве футболиста выступал на позицию полузащитника за вторую команду «Боруссии» (Мёнхенгладбах), а также за коллективы низших лиг. Изучал физическое воспитание в университете[уточнить]. После окончания карьеры Энгельс переехал в Японию, где он начал тренировать. В первое время, параллельно с работой с командами, немец преподавал футбол в средней школе Такигава Дай Ни в Кобе.
В качестве главного тренера Герт Энгельс добился наибольших успехов с клубом «Киото Санга», с которым в 2002 году победил в Кубке Императора (ранее он завоевывал этот титул с «Иокогама Флюгельс»). Затем специалист входил в штаб «Уравы Ред Даймондс», где он ассистировал своим соотечественникам Гвидо Бухвальду и Хольгеру Осиеку. В 2007 году команда одержала победу в Лиге чемпионов АФК. Некоторое время самостоятельно руководил клубом.
В октябре 2011 года Энгельс был назначен на должность главного тренера сборной Мозамбика. На этой должности он сменил голландца Марта Ноя. Летом 2013 года прекратил свою работу с национальной командой. Наставник вернулся в Японию, где работал с мужскими и женскими коллективами.

## Достижения

### Тренера
- Обладатель Кубка Императора (2): 1998, 2002.

### Ассистента
- Победитель Лиги чемпионов АФК: 2007.
- Победитель Кубка обладателей кубков: 1995
- Обладатель Суперкубка Азии: 1995.
- Чемпион Японии: 2006.
- Обладатель Кубка Императора: 2005, 2006.
- Финалист Кубка лиги: 2004.

## Прочее
В 2018 году Энгельс был удостоен звания «Посол немецкого футбола» за спортивные и социальные обязательства зарубежом. В 2019 году оно перешло к наставнику «Ливерпуля» Юргену Клоппу.